# Maurice Hochepied
Maurice Louis Hochepied (9 de octubre de 1881 - 22 de marzo de 1960) fue un jugador de waterpolo en Francia y además fue nadador. Él compitió en los Juegos Olímpicos de París 1900 en cinco eventos y ganó una medalla de plata en el equipo de natación 200 metros, junto a su hermano, Victor Hochepied.